# Grossera paniculata
Grossera paniculata är en törelväxtart som beskrevs av Ferdinand Albin Pax. Grossera paniculata ingår i släktet Grossera och familjen törelväxter. Inga underarter finns listade i Catalogue of Life.